# Bianca Steck
Bianca Suárez Steckelmacher (Barcelona, 10 de marzo de 1995), más conocida como Bianca Steck, es una cantante, compositora y multinstrumentista española de ascendencia británica y alemana.
Ha cursado estudios musicales en el Conservatorio del Liceo, en Barcelona, con la especialidad de piano. Además de su formación musical, es arquitecta por la Escuela Técnica Superior de Arquitectura de Barcelona, profesión que combina actualmente con su dedicación a la música.
Su primer EP, Voices and Noises, fue lanzado el 18 de octubre de 2019. Actualmente prepara su nuevo álbum A Site for My Mind, programado para finales de 2021.

## 1. Biografía
Nacida en Barcelona de madre inglesa y padre español, desde pequeña cursó estudios musicales de piano y clarinete en el Conservatorio del Liceo. Más allá de su formación en música clásica, aprendió a tocar la guitarra de manera autodidacta para acompañar su voz y versionar diversos temas.
Entre 2016 y 2018, durante su estancia en la ciudad de Oslo (donde cursó un Erasmus y trabajó como arquitecta), empezó a componer sus propias canciones y a tocar en diversas salas de conciertos.
Ha producido varios videoclips de sus propios temas.
En 2019, de vuelta en Barcelona, lanzó su primer EP Voices and Noises. Ha tocado en diferentes ciudades de Europa y realizado colaboraciones con los músicos The Bird Yellow y Rémi Fa. Actualmente combina los conciertos en solitario con actuaciones acompañada de banda.

## 2. Discografía
Álbumes

2019: ‘'Voices and Noises’’, EP
1. Voices and Noises
2. Love Can Be
3. How Could I Compare Myself To You
4. Now That I'm Gone

2022: ‘'A Site for My Mind’’, EP
1. Parallel Lives
2. A Site for My Mind
3. You're in Me
4. Fake World
5. Nostalgia
6. Space of Creation

Sencillos

2021: A Site For My Mind

2021: Parallel Lives

2021: Nostalgia

2021: Fake World (ft. Rémi Fa)

2021: Gravity